# Ян Бялобоцький
Ян Бялобо́цький (місце народження і смерті невідомі, 1600 — після 1661) — польський поет, історик.
Учасник Хотинської битви 1621. Секретар королів Владислава IV Вази та Яна ІІ Казимира.
1647 перебував у військовому гарнізоні Кременця.
Брав участь у битвах з армією Богдана Хмельницького під Збаражем і Зборовом 1649. Ці події відтворив у кількох віршах та поемі «Klar męstwa». 1661 видав «Панегірик польському народу на похвалу».
Дослідники польської літератури вважають, що Ян Бялобоцький незначною мірою вплинув на творчість С. Твардовського.

## Твори
- «Pochodnia…»,
- «Klar męstwa»,
- «Brat Tatar…» [Архівовано 23 грудня 2010 у Wayback Machine.]